# 木内信胤
木内 信胤（きうち のぶたね、1899年7月30日 - 1993年12月5日）は、日本の経済評論家、日蓮宗徒、国際勝共連合代表世話人。

## 生涯
木内重四郎・磯路夫妻の次男として東京府（現在の東京都）に生まれる。父・重四郎は内務官僚で、母・磯路は三菱財閥の創始者・岩崎弥太郎の次女。従って三菱の3代目総帥・岩崎久弥は母方の伯父にあたり、エリザベス・サンダースホームの創設者・沢田美喜は母方の従妹ということになる。また妹・登喜子は渋沢敬三に嫁ぎ、妻の多代は福澤諭吉の孫娘にあたる。兄・良胤と甥・昭胤（良胤の長男）はともに外交官。元衆議院議員の木内孝胤は昭胤の次男なので、信胤は孝胤の大叔父にあたる。家柄もあって、白洲次郎と親しくなった。
旧制一高時代は野球部で活動。1918年、投手の内村祐之（内村鑑三の長男）らと一高が早稲田・慶應義塾を久しぶりに撃破し野球界の覇者に復帰した年は一年生でレフトを守った。三年時には四番捕手・主将を務めた。
東京帝大法学部卒業後、横浜正金銀行に入り総務部長・調査部長を最後に退職。大蔵省終戦連絡部長として米占領当局との折衝に関わった後、吉田茂に請われて外国為替管理委員会の初代委員長に就任。1952年に同委員会が解散して後に世界経済調査会を1955年に創設し1993年に死去するまで同会理事長を務め、特に池田勇人・佐藤栄作・福田赳夫など官僚出身の政治家との関わりから「歴代内閣の経済指南番」と呼ばれた。更に日本国有鉄道理事も歴任し、アメリカの民間投資を受けていた14の日本企業の代表者から成る外資導入懇談会 (FIC) のトップを務めた。
その傍ら賀屋興宣が矢野弾の協力を得て創刊した『カレント』の編集に関わり、1979年2月24日、国際勝共連合と自民党の国防関係国会議員が中心となって設立された「スパイ防止法制定促進国民会議」では朝比奈宗源、宇野精一、郷司浩平、宝井馬琴、三輪知雄と呼びかけ人の1人に名を連ねた。仏教や音楽にも造詣が深く、アマチュア合唱団「宗教音楽研究会合唱団」の会長を務めていた。

## 人物

### 統一教会との関係
統一教会の関連団体「国際勝共連合」の代表世話人を務めていた。

## 略歴
- 1912年 - 東京高等師範学校附属小学校（現在の筑波大学附属小学校）を卒業。
- 1917年 - 東京高等師範学校附属中学校（現在の筑波大学附属中学校・高等学校）を卒業。
- 1920年 - 旧制第一高等学校を卒業。
- 1923年 - 東京帝国大学法学部独法科を卒業。
- 1925年 - 横浜正金銀行に入行し、頭取席調査部に配属される。
- 1941年 - 上海支店副支配人となる。
- 1944年 - 東京支店副支配人となる。
- 1945年 - 総務部長兼調査部長に就任するが退職し大蔵省終戦連絡部長となる。
- 1946年5月 - 日本経済協会専務理事[7]に就任。
- 1949年 - 外国為替管理委員会の初代委員長となる[8]。
- 1955年 - 世界経済調査会理事長（1961年に太平洋問題調査会を編入）に就任。
- 1956年 - 日本国有鉄道理事に就任。産業計画会議常任委員（議長・松永安左ヱ門）就任。

## 著書
- 外国為替の話 同友社, 1948.
- 綜合經濟政策の提案 眞日本社, 1948.4.
- 物価体系再建論 インフレの収束と統制の整理のために 日本経済復興協会出版部, 1948.
- 国の個性 その発見のために 文芸春秋新社, 1955.
- 綜合経済政策の提案 回顧と反省の上に立って 日本経済復興協会, 1959. 日本再認識シリーズ
- 現代の台湾 世界経済調査会, 1961.
- 世界の見かた 論争社, 1961.
- 『国策を考える』時事通信社・新書（1964年）
- 経済危機を見つめて 佐藤内閣への忠言 ダイヤモンド社, 1965.
- 農業新政策の提唱 佐藤内閣への第二の忠言 ダイヤモンド社, 1967.
- こうすれば日本はよくなる インフレ・不況を越えて新しい進路へ ダイヤモンドタイム社, 1975
- 外国為替の話 復刻版 外国為替貿易研究会, 1978.11. 外為新書
- 『当来の経済学』プレジデント社（1979年）
- 行革を考へる その「本番」の出発に当って 善本社, 1981.9.
- 行革を考へる その2 (その「理念」と「手順」とについて)  善本社, 1982.4.
- 日本経済の秘密 その活力の源を探る 潮文社, 1982.2.
- 国の個性 アメリカも日本も、「国の個性」に生きよう、世界の国々もみな。 プレジデント社, 1986.12.
- 二つの決断 「よりよき日本」に成るために プレジデント社, 1990.2.
- 僕の自画像 善本社, 1991.12. 善本選書
- 木内信胤語録 三人会編. 警備科学研究所, 1994.12.

## 共編著
- 変りゆくアメリカ 監修. 世界経済調査会, 1953.12.
- アメリカ農業の研究 市橋靖子共著 世界経済調査会, 1965.
- 南アジアの研究 編著. 世界経済調査会, 1976.
- 西アジアの研究 編著. 世界経済調査会, 1981.10.
- 私の履歴書 文化人 20 日本経済新聞社, 1984.7.
- アメリカ経済危機の本質 世界経済調査会共編著. プレジデント社, 1985.11.
- 当来の世界秩序を模索して 木内信胤先生米寿記念 世界経済調査会編. 行人社, 1986.12.
- エロスとの対話 女は男を知らず、男は女を知らない 田中喜美子共著. 新潮社, 1992.7.

## 翻訳
- 世界経済入門 A.J.ブラウン 監訳. ダイヤモンド社, 1960.